# 联邦快递647号班机空难
联邦快递647号班机是由奧克蘭國際機場 (美國)飞往孟菲斯国际机场的定期货运航班，2003年12月18日在孟菲斯机场进近时坠毁。

## 飞机和机组成员
涉事飞机为麦克唐纳-道格拉斯DC-10-30BCF货机。（注册号N364FE）.DC-10-30BCF
是三引擎宽体飞机麦道DC-10-30F的改良版。涉事时，该飞机飞行时长为65,375小时。
涉事飞机的机组人员经验丰富。机长有21,000小时的飞行经验，其中DC-10-30BCF和MD-11系列的飞行时长有2602小时。副驾驶飞行时长为15,000小时，包括1,918小时的DC-10-30BCF和MD-11飞行时长。
此架航班还搭载了5名下班的聯邦快遞员工，他们搭这次航班顺路前往孟菲斯。

## 事件过程
2003年12月18日，647号班机预定于08:10分9北美中部时区）在奥克兰机场前往孟菲斯。由于装载货物时出了些小差错，飞机于08:32分延迟起飞。飞机在奥克兰起飞和巡航时的状态都十分正常。
12:26分，飞机在36R跑道触地，几乎就在刚触地的一瞬间，起落架折断了。飞机偏向了跑道右侧，并燃起熊熊大火。副驾驶受了轻伤，但仍实施了疏散程序，因为机上有5位下班的联邦快递员工。事后发现这些乘客并没有系统的接受施放滑梯的训练，他们无意间触发了水上疏散模式。（此模式下安全滑梯会充气成为救生筏）导致滑梯与飞机分离。

## 事后调查
國家運輸安全委員會对此事展开了全面调查。调查显示，虽然飞机着陆时受到了侧风，但着陆条件仍在飞机的承受范围之内。在着陆时，副驾驶未将飞机对准跑道，且没有降低飞行速度，导致飞机下降率过高。飞机触地后，由于侧风，飞机右翼下降了6度左右。这已经超出了右主起落架设计的承受范围，最终起落架折断。國家運輸安全委員會也指出，机長未对副驾驶的错误行为进行及时指正。
国家运输安全委员会还发现，FAA的航空运输航空检查员手册在解决飞行机组避难训练方面存在不足。

## 延伸阅读
- Bangash, M. Y. H. . シュプリンガー・ジャパン株式会社. 2008: 53  [2010-12-09].